# Vectorman (игра)
Vectorman (с англ. — «Вектормэн») — видеоигра в жанре экшен-платформер для игровой приставки Sega Mega Drive и персональных компьютеров, разработанная студией BlueSky Software и изданная компанией Sega в 1995 году для конкуренции с серией игр Donkey Kong Country со SNES. Игра была положительно оценена прессой и рассматривалась как удачная попытка в сохранении интереса к устаревающим 16-битным консолям. 
В 2003 году выпущена адаптация игры для мобильных телефонов. В 2007 году игра стала доступна на Wii в сервисе Virtual Console. С 2010 года игра доступна в составе сборника SEGA Mega Drive and Genesis Classics для платформ Linux, macOS, Windows, с 2018 — PlayStation 4, Xbox One и Nintendo Switch, в 2019 году игра вошла в библиотеку игр ретроконсоли Sega Mega Drive Mini. В 1996 году был выпущен сиквел — Vectorman 2.

## Сюжет
К 2049 году человечество покидает Землю и отправляется к другим планетам, а на Земле оставляет «Орботов» (англ. Orbots) — высокоразвитых машин с искусственным интеллектом, чтобы те очистили планету от мусора и токсических загрязнений, оставленных людьми. Самый высокоразвитый «Орбот» Растр (англ. Raster), надзиравший над планетой через глобальную компьютерную сеть, в результате ошибки был присоединён к ядерной бомбе низшим «Орботом». В результате он сходит с ума, превратившись в злобного диктатора «Вархэда» (англ. Warhead — боеголовка). Он объявляет себя правителем Земли, захватывает власть над остальными «Орботами» с помощью установленных везде телевизоров, прекращает очистку планеты и обещает уничтожать людей, если те посмеют вернуться на родную планету.
В это время обычный «Орбот-уборщик» Вектормэн возвращается на Землю после выполнения миссии по сбросу токсичных отходов на Солнце. После посадки он видит, что на планете наступил хаос и разруха. Вектормэн становится на защиту Земли и, поскольку другие «Орботы» контролируются «Вархэдом», ему приходится уничтожать врагов в полном одиночестве.

## Игровой процесс

Вектормэн стреляет из базового бластера

Vectorman — это стандартный двухмерный платформер с элементами экшена. Как и в любом платформере, в этой игре есть объекты, которые необходимо собирать в обмен на бонусы (как золотые колечки в серии игр Sonic the Hedgehog, или монетки в Mario). Здесь эту роль исполняют маленькие энергетические шарики — фотоны (англ. Photons). Если Вектормэн собирает 100 фотонов, они превращаются в одну дополнительную жизнь. А если игрок соберёт абсолютно все фотоны на уровне, то получит в конце уровня награду в 100 000 очков. Также он может уничтожать телевизионные экраны, в которых обычно спрятано множество полезных вещей. У Вектормэна есть шкала здоровья, обозначаемая в виде белых шариков в центре HUD'а. Первоначальный её размер зависит от уровня сложности, но с помощью специальных предметов можно увеличивать её максимальный размер.
Всего в игре 16 уровней, на большинстве из которых Вектормэн бежит, направляясь к выходу с уровня (обычно от левого края уровня к правому), отбиваясь от врагов и собирая различные бонусы. Структура самих уровней нелинейна, так что игрок может добраться до цели несколькими различными путями. В отличие от большинства подобных игр, на протяжении большинства уровней этой игры нет препятствий, которые могут уничтожить Вектормэна (например пропастей, колючек или мест со сближающимися стенами). В конце уровня может находиться один из боссов, либо простой переход на следующий уровень. Вектормэн обычно перемещается просто бегая по уровню, но иногда, в зависимости от его формы, может ехать как автомобиль, плыть как рыба, лететь как ракета или самолёт, парить как парашют. Находясь в прыжке он может совершить двойной прыжок, выпустив реактивную струю из своих ног. Реактивная струя также является мощным оружием в игре: если во время первого прыжка в направлении соперника игрок нажмёт кнопку прыжка ещё раз, то эта струя поразит его.
На некоторых уровнях находится спутниковая тарелка, уничтожив которую игрок попадает на бонусный уровень. При этом изначально спутниковая тарелка имеет защитное поле которое необходимо снять, уничтожив генератор. Бонусный уровень представляет собой отстрел от нападающих с нескольких сторон врагов, при этом геймплей происходит с видом сверху, а Вектормэн не может двигаться. Необходимо продержаться определённое количество времени, по окончании которого игрок получит существенный количество очков.
По окончании времени, отображаемого в левом нижнем углу, у Вектормэна заканчивается заряд и герой погибает. Продлить это время помогают соответствующие бонусы. В процессе игры главный герой может получать различные виды оружия, а также может трансформироваться в разные формы, подбирая бонусы.

## Разработка и выход игры
Создание Vectorman велось студией BlueSky Software эксклюзивно для игровой приставки Mega Drive/Genesis, а издателем выступила компания Sega. Имя главного героя выбрано не случайно. Спрайты Вектормэна на самом деле являются предварительно визуализированными трёхмерными моделями, что создаёт в игре видимость современной компьютерной графики. Имена героя и злодея составлены из слов «вектор» и «растр» соответственно. Это намёк от создателей игры на своеобразное противостояние между векторной и растровой графикой.
Композитором игровой музыки выступил Джон Холланд — музыкант и кинорежиссёр, который был новичком в написании саундтрека для видеоигр. Холланд пытался сделать музыку с «ритмичном» и «танцевальном» электронном звучанием, чего, по его словам, было трудно достичь из-за ограничений звукового чипа Mega Drive, что было подобно «исполнению всего концерта на укулеле». Получившийся саундтрек характеризовали как «более медленный и мрачный» чем в большинстве иных платформеров 16-битной эпохи. На следующий год после выпуска игры был выпущен альбом Sega Tunes: Vectorman CD, содержавший более высококачественную аранжировку музыки, к которой стремился Холланд.
Выпуск игры состоялся 24 октября 1995 года в Северной Америке и 30 ноября того же года в Европе на платформах Mega Drive/Genesis и Windows. 17 декабря 2003 года была выпущена версия для мобильных телефонов. 27 февраля 2007 года в Японии, 6 апреля того же года в Европе и 22 сентября 2008 года в Северной Америке Vectorman стала доступна на консоли Wii в сервисе Virtual Console, а 1 июня 2010 года игра была выпущена в сервисе Steam.

### Конкурс Play To Win
В момент выхода версии игры для Mega Drive в Северной Америке (США и Канада, за исключением Квебека) компания Sega организовала конкурс «Play To Win». Некоторые картриджи содержали специальный экран, появлявшийся после прохождения игры, на котором был указан секретный телефонный номер и адрес. Призы распределялись в зависимости от порядка поступления звонков и случайной выборки. Главный приз в размере 25000 долларов США достался игроку, занявшему первое место. Следующие 10 победителей получали по 10000 долларов каждый. Остальные 90 призовых мест награждались игровой системой Sega Saturn. Однако, если игрок использовал читы во время прохождения, телефонный номер и адрес не выдавались.
Первое место в конкурсе занял Кеоламанаокалауинуи Каула (англ. Keolamanaokalahuinui Kaula), прошедший игру приблизительно за 312 часов.

## Оценки и мнения
| Сводный рейтинг                           | Сводный рейтинг               |
| Агрегатор                                 | Оценка                        |
| ----------------------------------------- | ----------------------------- |
| GameRankings                              | 75,36 %                       |
| MobyRank                                  | 86/100                        |
| Иноязычные издания                        |                               |
| Издание                                   | Оценка                        |
| AllGame                                   | (SMD) · (PC, 1995) · (Wii/PC) |
| EGM                                       | 8,25/10                       |
| Eurogamer                                 | 5/10                          |
| IGN                                       | 8,5/10 7,5/10 (моб.)          |
| Video Games: The Ultimate Gaming Magazine | 9/10                          |

Игра получила преимущественно позитивные отзывы от критиков. На сайте GameRankings средняя оценка составляет 75,36 %, а на MobyGames — 86/100.
Игра имела коммерческий успех в США, став бестселлером в праздничный сезон 1995 года (конец ноября — начало января). Всего к концу 1995 года в США было продано около 500 тыс. копий, что делает Vectorman одной из наиболее успешных игр года для консоли Sega; для сравнения, тираж Donkey Kong Country 2, игры от конкурента, составил 900 тыс. копий за тот же период. Как и серия Donkey Kong Country для SNES, Vectorman для Mega Drive/Genesis рассматривался[кем?] как успешная попытка сохранения интереса к устаревающим 16-битным игровым системам в период, когда интерес потребителя смещался в сторону более продвинутых технологий. Рецензенты отмечали, что уровень игровой графики был сопоставим с ранними играми для PlayStation, выходивших примерно в тот же временной отрезок.
Video Games: The Ultimate Gaming Magazine высоко оценил игру, похвалив графику и назвав разнообразность и изобретательность игрового процесса «ничем иным как захватывающим дух». В заключение сделав вывод, что «если разработчики продолжат выкатывать контент вроде этого, то в Аду будет холодный день перед смертью и похоронами 16-битных систем».

### Влияние
В 1996 году было выпущено продолжение — Vectorman 2. По сюжету Вектормэн возвращался на Землю, однако его космический корабль был сбит. Земля оказалось заполнена инопланетными насекомыми, и Вектормэну нужно победить их королеву.
В 2002 году было анонсировано продолжение для PlayStation 2, но оно так и не было выпущено. В этой игре облик Вектормэна сильно изменили, и он стал похож на Мастера Чифа, сверх-солдата в зелёном боевом скафандре, члена отряда «Новых Спартанцев» из серии игр Halo.